# WCW Mayhem

Logo de Mayhem.

Mayhem était une manifestation télédiffusée de catch visible uniquement en paiement à la séance produite par la World Championship Wrestling et qui se déroulait au mois de novembre en 1999 et 2000. C'était le premier évènement à prendre le nom d'un jeu vidéo, alors que d'habitude ce sont plutôt les jeux vidéo qui prennent des noms des manifestations.

## 1999
Mayhem 1999 s'est déroulé le 21 novembre 1999 au Air Canada Centre de Toronto, Ontario. 
- Demi-finale du tournoi pour le World Heavyweight Championship : Chris Benoit def. Jeff Jarrett (9:27)
  - Benoit a effectué le tombé sur Jarrett après l'avoir frappé avec sa guitare.
- Evan Karagias (w/Madusa) def. Disco Inferno (w/Tony Marinara) pour remporter le WCW Cruiserweight Championship (8:00)
  - Karagias a effectué le tombé sur Inferno avec un Cross Body Block.
- Finale du tournoi pour le titre Hardcore : Norman Smiley def. Brian Knobbs (w/Jimmy Hart) pour devenir le premier WCW Hardcore champion (7:27)
  - Smiley a effectué le tombé sur Knobbs après que Hart a frappé par accident Knobbs avec une poubelle.
- The Revolution (Perry Saturn, Dean Malenko et Asya) (w/Shane Douglas) def. The Filthy Animals (Eddy Guerrero, Billy Kidman et Torrie Wilson) (w/Konnan) dans un Elimination match (10:55)
  - Malenko a effectué le tombé sur Kidman avec un roll-up (2:56)
  - Guerrero a effectué le tombé sur Malenko avec un Hurricanrana (5:03)
  - Guerrero a effectué le tombé sur Asya après un Frog Splash (6:28)
  - Saturn a fait abandonner Guerrero sur le Rings of Saturn (10:17)
  - Saturn a effectué le tombé sur Wilson après un coup dans les parties intimes (10:55)
- Buff Bagwell def. Curt Hennig dans un Retirement match (7:47)
  - Bagwell a effectué le tombé sur Hennig après un Buff Blockbuster.
- Demi-finale du tournoi pour le World Heavyweight Championship: Bret Hart def. Sting (9:27)
  - Hart a fait abandonner Sting sur le Sharpshooter.
- Vampiro (w/Jerry Only) def. Berlyn (w/The Wall) dans un Dog Collar match (4:57)
  - Vampiro a fait abandonner Berlyn sur un Camel Clutch.
- Meng def. Lex Luger (w/Miss Elizabeth) (5:23)
  - Meng a effectué le tombé sur Luger avec le Tongan Death Grip.
- Scott Hall def. Booker T pour conserver le WCW United States Championship et WCW World Television Championship (6:04)
  - Hall a effectué le tombé sur Booker après un Outsider's Edge.
- David Flair a combattu Kimberly Page pour un match nul
- Goldberg def. Sid Vicious dans un "I Quit" match (5:30)
  - L'arbitre mettait fin au match après que Goldberg plaçait Vicious dans un Half Nelson Choke.
- Finale du tournoi pour le World Heavyweight Championship : Bret Hart def. Chris Benoit pour remporter le vacant WCW World Heavyweight Championship (17:44)
  - Hart a fait abandonner Benoit avec le Sharpshooter.

## 2000
Mayhem 2000 s'est déroulé le 26 novembre 2000 au U.S. Cellular Arena de Milwaukee, Wisconsin.
- Mike Sanders def. Kwee Wee (w/Paisley) pour conserver le WCW Cruiserweight Championship (7:50)
  - Sanders a effectué le tombé sur Kwee Wee après un 3.0.
- Three Count (Shane Helms et Shannon Moore) def. Evan Karagias et Jamie Knoble, et The Jung Dragons (Kaz Hayashi et Yun Yang) (w/Leia Meow) dans un Triangle match (10:53)
  - Helms a effectué le tombé sur Yang après un Double Neckbreaker.
- Mancow def. Jimmy Hart (1:38)
  - Mancow a effectué le tombé sur Hart.
- Crowbar def. Reno et Big Vito dans un Triple Threat match pour conserver le WCW Hardcore Championship (7:50)
  - Crowbar a effectué le tombé sur Reno après l'avoir frappé avec une chaise.
- The Filthy Animals (Rey Misterio, Jr. et Billy Kidman) (w/Tygress) def. Alex Wright et KroniK (Brian Adams et Bryan Clark) (w/Disqo) dans un match Handicap (7:46)
  - Kidman a effectué le tombé sur Wright après un Nutcracker Suite avec Misterio.
- Ernest Miller (en) (w/Ms. Jones) def. Shane Douglas (w/Torrie Wilson) (8:00)
  - Miller a effectué le tombé sur Douglas.
- Bam Bam Bigelow def. Sgt. AWOL (5:41)
  - Bigelow a effectué le tombé sur AWOL après un Greetings from Asbury Park.
- General Rection def. Lance Storm (w/Major Gunns) pour remporter le WCW United States Championship (6:25)
  - Rection a effectué le tombé sur Storm après un No Laughing Matter.
- Jeff Jarrett def. Buff Bagwell (11:10)
  - Jarrett a effectué le tombé sur Bagwell après l'avoir frappé avec sa guitare.
- Clasher def. "The Master" Domino Jonathan par disqualification (4:02) 
  - Domino Jonathan a été disqualifié après avoir frappé Clasher avec une chaise. Jonathan a continué son attaque avec 2 MasterPaller dont 1 sur une chaise. Clasher a reçu de l'aide pour retourner en coulisse à la suite de cette attaque.
- The Insiders (Kevin Nash et Diamond Dallas Page) def. The Perfect Event (Chuck Palumbo et Shawn Stasiak) pour remporter le WCW World Tag Team Championship (14:55)
  - Nash a effectué le tombé sur Stasiak après une Jacknife Powerbomb.
- Goldberg def. Lex Luger (5:53)
  - Goldberg a effectué le tombé sur Luger après un Jackhammer.
- Scott Steiner (w/Midajah) def. Booker T dans un Straight Jacket Steel cage match pour remporter le WCW World Heavyweight Championship (13:10)
  - Steiner l'emportait par KO quand il plaçait un inconscient Booker dans le Steiner Recliner.